# Prosoplus demarzi
Prosoplus demarzi là một loài bọ cánh cứng trong họ Cerambycidae.